# Абьян (мухафаза)
Абьян (араб.  أَبْيَنْ‎) — одна из 21 мухафазы Йемена. Площадь составляет 21 939 км². Административный центр — город Зинджибар.

## История
С XV века до 1967 года территория мухафазы Абьян входила в состав султаната Фадли.
31 марта 2011 года новостное агентство Аль-Баваба сообщило о том, что Аль-Каида объявила Абьян «Исламским эмиратом» во главе с Тариком аль-Фадли, установив контроль над регионом. The New York Times объявила, что захват территории действительно был, однако боевики не были членами Аль-Каиды. В результате попыток йеменского правительства вернуть себе контроль над регионом разгорелась Битва за Занджибар. В мае 2012 года правительственные войска восстановили контроль над регионом.

## География
Расположена на юго-западе центральной части страны, граничит с мухафазами: Шабва (на востоке и северо-востоке), Эль-Бейда (на севере) и Лахдж (на западе). На юге омывается водами Аденского залива. На западе протекает река Бана, берущая начало в мухафазе Эль-Бейда и впадающая в Аравийское море. В мухафазе расположено несколько пересыхающих рек (вади) и обрывов (на севере). На северо-западе расположены горы: Тамар (2512 м) и Адаран (2507 м).

## Мудирии (районы) мухафазы Абьян
- мудирия Ахвар
- мудирия Al Mahfad
- мудирия Al Wade'a
- мудирия Jayshan
- мудирия Khanfir
- мудирия Lawdar
- мудирия Mudiyah
- мудирия Rasad
- мудирия Sarar
- мудирия Sibah
- мудирия Зинджибар

## Население
По данным на 2013 год численность населения составляет 523 132 человека.
Динамика численности населения мухафазы по годам:
| 1988    | 1994    | 2004    | 2013    |
| ------- | ------- | ------- | ------- |
| 279 200 | 342 628 | 438 656 | 523 132 |

## Транспорт
Трасса, соединяющая Аден и Эль-Мукалла, проходит через следующие города мухафазы: Зинджибар, Шукра, Эль-Хумайша. Прочие города соединены второстепенными дорогами. В городе Лаудар расположен аэропорт местного сообщения.

## Экономика
На береговой линии с/х представлено выращиванием зерновых и технических культур, а также мясо-молочным животноводством. Дальше на север распространено кочевое животноводство.